# Pedro Godoy (futbolista)
Pedro Godoy (Concepción, Paraguay, 28 de junio de 1995) es un futbolista paraguayo, que juega como delantero. Actualmente juega en el Club Rubio Ñu de la Primera División de Paraguay.

## Trayectoria
Pedro, nacido en el 27 de junio de 1995, oriundo de la Ciudad de Concepción (Concepción - Paraguay), es delantero y actualmente defiende los colores del Club Olimpia. Llegó a Europa en mediados del 2008, proveniente de Tembetary de Asunción, con dos paraguayos más, a través de empresarios que vieron en ellos un gran potencial.
Juega directo y vertical, con decisión, la misma que tuvo a los 12 años cuando dejó la Escuela de Fútbol de su Concepción natal, en el Norte de Paraguay, para buscarse la vida futbolística en la capital, Asunción, a más de cinco horas de su familia. Pero tanto impresionó en sus primeros pasos en el fútbol base del Tembetary que a los seis meses ya estaba haciendo una prueba por el Espanyol.
Acabó firmando por el Espanyol en 2008, con 13 años recién cumplidos. Jacint Magriñà, Martín Posse, Dani Poyatos y Fran fueron sus entrenadores.
Llegó al Barça en la temporada 2012-13. El Espanyol, el club al que llegó con 13 años en edad infantil, se la había concedido una vez completado su primer año de juvenil. Pedro tuvo varias ofertas de equipos como Atlético de Madrid, Valencia, Zaragoza, Celta de Vigo, Deportivo La Coruña, Recreativo Huelva y Málaga. Cuando estaba a punto de fichar por este último, recibió el llamado de la gente del Barcelona, donde integró la categoría Juvenil B.
Javier Pimienta, entrenador del Equipo Juvenil del Barcelona, buscaba un delantero de sus característicias. Por ello cuando le propusieron a Godoy aceptó al poco tiempo. El jugador se consolidó en el equipo y llegó a marcar 15 goles durante la temporada.
En varias ocasiones, bajo las órdenes del "Tata" Martino, fue convocado para formar parte del plantel de primera, compartiendo vestuario con Lionel Messi y Neymar.
En enero del 2013 es convocado para disputar el torneo sudamericano sub-20 con 18 años de edad. También disputó el Mundial sub-20 de ese mismo año.
El 25 de julio de 2014, tras quedar libre del F. C. Barcelona al no renovar su contrato, firma con Olimpia de Paraguay por 3 años. Acoplándose a los trabajos desde el 28 de julio donde deberá presentarse para trabajar en principio con el plantel Sub-20.
Su llegada al Club Olimpia, se hizo gracias al entonces nuevo presidente Marco Trovato, se vino con mucho vuelo pero no paso más de eso porque su debut se dio en la penúltima fecha ante Club Guaraní en la derrota por el marcador de 4 a 2. También estuvo en derrota frente de Olimpia como local al Gral. Díaz por 3 a 1, en la que el equipo franjeado despidió una magra campaña en el Clausura 2014. Fue convocado por Nery Pumpido para la pretemporada de enero de 2015, formando parte del plantel principal que realizó la pretemporada en Encarnación.
El jugador luego de un año en la institución, solamente disputó unos pocos partido en la primera, en la reserva, fue relegado a la sub-20, al no ser tenido en cuenta por Francisco Arce, quien anunció que no tendría en cuenta para el siguiente semestre, siendo cedido por una temporada a préstamo a Rubio Ñú, quién también disputa la primera división.

## Clubes
| Club                        | País     | Año         |
| --------------------------- | -------- | ----------- |
| R. C. D. Espanyol B         | España   | 2008 -2012  |
| F. C. Barcelona Juvenil "A" | España   | 2012 -2013  |
| F. C. Barcelona "B"         | España   | 2013 -2014  |
| Olimpia                     | Paraguay | 2014 - 2015 |
| Rubio Ñu                    | Paraguay | 2015 - 2016 |

|-align=center
|Tacuary
| Paraguay
|2016 - 2017
|}

## Palmarés

### Torneos nacionales
| Título                              | Club                | País   | Año       |
| ----------------------------------- | ------------------- | ------ | --------- |
| Tercera División de España          | R. C. D. Espanyol B | España | 2008-2009 |
| División de Honor Juvenil de España | F. C. Barcelona "B" | España | 2012-13   |
| División de Honor Juvenil de España | F. C. Barcelona "B" | España | 2013-14   |

### Copas internacionales
| Título                  | Equipo              | País  | Año     |
| ----------------------- | ------------------- | ----- | ------- |
| Liga Juvenil de la UEFA | F. C. Barcelona "B" | Suiza | 2013-14 |